# CANDY GIRL
«CANDY GIRL» es el tercer sencillo lanzado por la cantante japonesa hitomi, el 21 de abril de 1995 bajo el sello avex trax.

## Detalles
El tercer sencillo de hitomi, producido por Tetsuya Komuro tal como todos sus iniciales trabajos. Este sencillo se convierte en el primer éxito de hitomi en la industria musical: tras los fracasos de sus dos primeros sencillos, este se convierte su primer trabajo que logra entrar al Top 15 de las listas de Oricon, y lograr vender casi 400 mil copias.
Al momento de ser incluido en el primer álbum de hitomi, GO TO THE TOP, la canción fue re-arreglada con mayores elementos de Rock, como batería y guitarra eléctrica. La versión original del tema, de J-Pop y Synth pop -muy común en las producciones de Tetsuya Komuro en los años noventa-, fue posteriormente incluido en la compilación h. En el año 2002, para el lanzamiento del álbum SELF PORTRAIT, otra versión del tema fue grabado, con muchas influencias de Rock, simulando a una versión en vivo.

## Canciones
1. CANDY GIRL
Produced by Tetsuya Komuro
Composed by Tetsuya Komuro
Written by hitomi
Arranged by Tetsuya Komuro & Cozy Kubo
Mixed by Pete Hammond & Steve Hammond
2. CANDY GIRL (CLUB MIX)
3. CANDY GIRL (INSTRUMENTAL)

- Datos: Q8254011